# Agrias subamazonica
Agrias subamazonica är en fjärilsart som beskrevs av Le Moult 1926. Agrias subamazonica ingår i släktet Agrias och familjen praktfjärilar. Inga underarter finns listade i Catalogue of Life.